# Heidi Bank
Heidi Farsøe Bank (1 de agosto de 1972, em Hørsholm) é uma política dinamarquesa, membro do Folketing pelo partido político Venstre. Ela foi eleita para o Folketing nas eleições legislativas dinamarquesas de 2019. Ela tem experiência como corretora imobiliária.

## Carreira política
Bank concorreu pela primeira vez a um cargo político nas eleições locais dinamarquesas de 2017, onde foi candidata pelo Venstre no município de Aarhus. Ela foi eleita membro do conselho municipal com 2.109 votos.
Bank foi eleita para o parlamento na eleição de 2019, onde recebeu 2.943 votos, garantindo um lugar no Folketing dentro de uma das cadeiras niveladoras.